# Пханг Нга (залив)
Пханг Нга е залив в Андаманско море в териториалните води на Тайланд.

## География
Разположен е на североизток от Пукет и северно от островите Яо. От север е ограничен от континенталната част на страната (провинции Панг Нга и Краби).
Площта на залива е около 400 км². В него има над 100 острова, голяма част от които са много малки, има приливни, варовикови, някои са с пещери. Северното крайбрежие е силно нарязано.
Островите и водите на залива имат богата флора и фауна. Северозападната част на залива с крайбрежието са обявени за национален парк през 1981 г. Той е и рамсарско място. Районът на залива е популярен сред туристите.

## Туризъм
Красотата на залива Пханг Нга е изумителна. Сред блестящите изумрудено зелени води да разпръснати варовикови слади с причудливи форми. Едни приличат на гърбици на камили, други изглеждат като пораснали обратно репи. Някои от скалите се извисяват на стотици метри над водата. Варовиковите скали са надупчени от безброй пещери и тунели. Стените на много от тях са покрити с древни рисунки на хора, животни и риби, от таваните висят огромни сталактити, които наподобяват колони на храмове.
До Кох Панаи (Флаговия остров) се намира малко наколно рибарско селце с прилепен до скалите храм. Малко по на юг от водите на залива се издигат плочести скали. Те са образувани преди 75 милиона години от черупки на морски животни, притиснати и смачкани така, сякаш са били точени като тесто с гигантска точилка. Мястото се нарича Черупковото гробище, тъй като скалните плочи приличат на надгробни паметници.
Заливът е използван като място на действие на филма „Мъжът със златния пистолет“ за Джеймс Бонд, заснет през 1974 г. Оттогава препълнени с туристи лодки следват маршрута на агента до Кхоа Пинг Кан - 2 острова, които се „навеждат“ един към друг (всъщност бивш остров, разцепен в резултат от земетресение).